# Ibne Calicane
Xameçadim Abu Alabás Amade ibne Maomé ibne Calicane (em árabe: شمس الدين أبو العباس أحمد بن محمد بن خلكان‎; romaniz.: Shams al-Dīn Abū Al-ʿAbbās Aḥmad Ibn Muḥammad Ibn Khallikān; em curdo: Ibn Xelikan; os calicanos são uma tribo curda; 22 de setembro de 1211 (813 anos) - 30 de outubro de 1282) foi um estudioso islâmico do século XIII de origem árabe ou curda.

## Biografia
Ibne Calicane nasceu em Arbil, no atual Iraque, em 22 de setembro de 1211. Estudou ali, bem como em Alepo e Damasco. Também estudou jurisprudência em Moçul e estabeleceu-se no Cairo, no Egito. Tornar-se-ia proeminente como jurista, teólogo e gramático. Ibne Calicane casou-se no ano de 1252.
Ele foi um assistente do juiz chefe no Egito até 1261, quando assumiu a posição de juiz chefe em Damasco. Ibne Calicane foi removido de sua posição em 1271, retornou ao Egito e lecionou lá até ser restaurado como juiz de Damasco no ano de 1278. Ele retirou-se de sua posição em 1281 e morreu em Damasco em 30 de outubro de 1282.

## Obras
O trabalho mais renomado de Ibne Calicane é o dicionário biográfico intitulado "Mortes de Homens Eminentes e História dos Filhos da Época" (Wafayāt al-aʿyān wa-anbāʾ abnāʾ az-zamān). Ele começou a compilar seu trabalho em 1256 e continuou até 1274, citando obras de estudiosos anteriores. Sua obra não inclui biografias de indivíduos já suficientemente cobertos pelas fontes, tais como o profeta Maomé e os califas.